# ヘンリー・デヴァルー (第14代ヘレフォード子爵)
第14代ヘレフォード子爵ヘンリー・フレミング・リー・デヴァルー（英語: Henry Fleming Lea Devereux, 14th Viscount Hereford PC、1777年2月9日 – 1843年5月31日）は、イギリスの貴族。

## 生涯
第13代ヘレフォード子爵ジョージ・デヴァルーとマリアナ・デヴァルー（Marianna Devereux、1811年没、ジョージ・デヴァルーの娘）の息子として、1777年2月9日に生まれた。1795年4月16日にオックスフォード大学トリニティ・カレッジに入学、1798年にB.A.の学位を修得した。
1803年から1805年までコルネットとして第10プリンス・オブ・ウェールズ所有軽竜騎兵連隊に従軍した。1804年12月31日に父が死去すると、ヘレフォード子爵の爵位を継承した。
1827年から1830年まで恩給紳士隊隊長を、1834年から1835年まで儀仗衛士隊隊長を務めた。また、1830年に枢密顧問官に任命された。
1843年5月31日にフランスのオンフルールで死去、グラスベリーで埋葬された。息子ロバートが爵位を継承した。

## 家族
1805年12月12日、フランシス・エリザベス・コーンウォール（Frances Elizabeth Cornewall、1783年5月20日洗礼 – 1864年2月20日、第2代準男爵サー・ジョージ・コーンウォールの娘）と結婚、5男1女をもうけた。
- ヘンリー・コーンウォール（1807年 – 1839年9月14日）
- ロバート（1809年 – 1855年） - 第15代ヘレフォード子爵
- ウォルター・バウチャー（Walter Bourchier、1810年11月3日 – 1868年5月15日） - 海軍軍人。1856年11月10日、アデレード・エリノア・ヒューズ（Adelaide Elinor Hughes、1916年12月30日没、ヒュー・ロバート・ヒューズの娘）と結婚、子供あり
- ハンフリー・ブーン（Humphrey Bohun、1812年6月29日 – 1880年5月19日） - 1860年10月2日、キャロライン・アントロバス（Caroline Antrobus、1903年12月22日没、第2代準男爵サー・エドマンド・アントロバスの娘）と結婚
- ジョージ・タルボット（George Talbot、1819年1月12日 – 1898年2月14日） - 1847年5月3日、フローラ・マクドナルド（Flora Macdonald、1884年11月5日没、レジナルド・ジョージ・マクドナルドの娘）と結婚。1889年6月18日、キャサリン・ジェーン・ウィンダム（Katherine Jane Windham、1934年6月5日没、アッシュ・ウィンダムの娘）と再婚、子供あり
- フランシス・キャサリン（1857年1月12日没） - 1847年1月21日、トマス・ブラッドショー（Thomas Bradshaw、1884年12月17日没）と結婚